# Beata Szydło
Beata Maria Szydło (udtales /bɛˈata ˈmarja ˈʂɨdwɔ/; født 15. april 1963 i Oświęcim som Beata Maria Kusińska) er en polsk politiker, medlem af Lov og Retfærdighed, der er medlem af Sejm. Fra 2015 til 2017 var hun landets ministerpræsident.
Beata Szydło er næstformand for partiet Lov og Retfærdighed, og hun var sit partis premierministerkandidat ved parlamentsvalget den 25. oktober 2015. Partiet vandt valget, og hun tiltrådte som premierminister den 16. november 2015.